# Les Sacrifiés du Danube
Les Sacrifiés du Danube est un roman de Virgil Gheorghiu paru en 1957. Ce court ouvrage en roumain porte sur les conditions de vie des hommes dans les pays d'Europe de l'Est passés sous domination soviétique au lendemain de la Seconde Guerre mondiale. Écrit peu avant les événements de Hongrie de 1956, il décrit le drame des hommes opprimés dans tous ces pays à cette époque.

## Résumé
En 1956, en Bulgarie. Joseph Martin, américain d'origine, professeur à l'Université de Sofia et directeur de l'institut d'anthropologie bulgare, s'apprête à aller passer des vacances aux États-Unis. Alors qu'il vient d'accompagner sa femme prendre le bateau, Pilate, ambassadeur des États-Unis en Bulgarie l'informe que les autorités bulgares ont constitué un lourd dossier sur lui et s'apprêtent à l'arrêter. En effet, Martin est un passeur ; il a déjà aidé plus d'une centaine de personnes à quitter le pays, et ce depuis qu'il s'est rendu compte qu'un refus de sa part avait contribué à la mort d'un universitaire. Voyant que sa vie est menacée, surveillé nuit et jour par la police, il entend bien se tenir momentanément hors de toute activité.
Mais à son retour de l'ambassade, il trouve dans son appartement un couple roumain, amené ici par deux de ses élèves et complices. L'homme, blessé par balle, est dévoré par les vers. Surveillé, n'ayant pas de moyen chirurgical de disponible sans courir le risque d'être arrêté en même temps, Martin court à l'ambassade demander l'assistance du diplomate. Mais celui-ci, soucieux de ne pas entacher les relations diplomatiques entre son pays et le bloc soviétique, ne lui accorde que deux bouteilles d'eau de Cologne Jean-Marie-Farina, la plus forte.
Soigné tant bien que mal, le Roumain meurt peu après dans l'appartement du professeur. Ne trouvant aucune autre solution, le professeur d'écrire à la police afin de leur indiquer la présence du cadavre dans son appartement, puis prend la fuite. Il est toutefois arrêté alors qu'il tentait de passer la frontière, jugé et exécuté pour le meurtre d'un inconnu, retrouvé dans son appartement.

## Thèmes développés
- Gheorghiu établit un parallèle entre les derniers jours de la vie de son héros et la Passion du Christ. Les parties de son ouvrage portent ainsi les titres significatifs de Et la police vous cherchera, La plaie au flanc, J'attends la résurrection de la chair, La descente du corps, et Pilate se lave les mains à l'eau de Cologne, le nom de l'ambassadeur faisant explicitement référence à Ponce Pilate.
- Il est également question de la place de la religion dans le pays. Un personnage secondaire, le Père Lorenzo, qui aidait jusqu'alors Martin pour faire passer les hommes en terre plus sûre, est commis aumônier des prisons. À la fin de l'ouvrage, il est contraint de percevoir son salaire après avoir rendu visite à son ami Martin, peu avant son exécution. Faut-il y voir une critique de l'instrumentation de la religion ?
- Gheorghiu critique ouvertement les tractations des diplomates, qui jouent l'équilibre géopolitique au moyen de pays entiers. Il critique ainsi la partition de l'Europe en sphères d'influence lors des conférences de Yalta et de Potsdam, laquelle représente la vie de millions d'habitants d'Europe de l'Est, condamnés à vivre sous l'oppression soviétique « afin de sauver l'Occident ».
- L'auteur utilise l'image de la myiase pour décrire l'action du communisme sur les habitants des pays sous domination soviétique, sans toutefois utiliser ce terme. Il décrit l'action du ver rationaliste - ce qui semble être la lucilie bouchère - qui dévore petit à petit le cerveau de l'hôte, vivant. Ce dernier perd progressivement l'usage de certaines expressions, comme le rire, le sourire, le jugement.

## Extraits
« Dans ces malheureux pays, on devrait constituer des équipes de sauveteurs pour les naufragés de la terre comme on constitue des équipes de sauvetage dans la marine. Dans les pays occupés par les Soviets, le danger de naufrage est plus grand que sur l'eau. »

« Venez voir comment les vers rongent la chair vive d'Ionesco. C'est ainsi qu'ils rongent, depuis douze ans, au propre comme au figuré, la chair de millions d'hommes. Depuis douze ans, les vers dévorent la chair vivante des hommes que vous leur avez livrés autour du tapis vert. Vous avez donné aux vers cette chair encore vivante, dans vos conférences, à Téhéran, à Yalta, à Genève, à Potsdam, à Londres, dans toutes ces villes où vous vous êtes rencontrés, il y a eu des conférences pour nourrir les vers de chair humaine, des conférences pour nourrir les corbeaux, pour nourrir les chiens. Voilà ce que c'est votre tapis vert. C'est à ce trafic-là que vous vous livrez autour de votre tapis vert, vous, les diplomates. Vous êtes les fournisseurs de la vermine en chair humaine.  »

« Je ne crois pas qu'on puisse l'enterrer sans papiers. Les morts doivent avoir des certificats d'identité. »

« Seuls les diplomates croient qu'il faut d'abord sauver l'univers pour pouvoir ensuite sauver un homme. »

« Vous avez été engagé ici uniquement pour assister les condamnés à mort. Ça suffit. En vous accordant cette faveur, on a prouvé que la liberté religieuse existe. [...] Les prêtres n'ont droit de faire des prosélytes que parmi les condamnés à mort, huit heures avant l'exécution. [...] La liberté religieuse, oui, mais avec mesure... Il y a une limite à tout. Nous vous avons donné les condamnés à mort, et maintenant, vous, les prêtres, vous voulez les autres aussi ? Trop, c'est trop… »

« – Je ne veux pas de ce salaire, dit le Père Lorenzo.

– Vous devez accepter, dit l'intendant. Si vous n'acceptez pas, nous entendrons dire à Radio-Amérique, à Radio-Londres ou à Radio-Paris que les prêtres sont mal traités en Bulgarie, qu'il n'existe pas de liberté religieuse, que le travail des prêtres n'est pas rémunéré. Chez nous, le travail est payé, même celui des curés. »

## Parallèle
Comme dans la Vingt-cinquième Heure, Virgil Gheorghiu s'attaque à l'absurde de la diplomatie et de la bureaucratie, lorsqu'elle fait passer le respect des procédures avant l'humain. Ici Joseph Martin, là Iohann Moritz, l'un lutte contre les rouages de l'implacable bureaucratie tandis que l'autre en subit de plein fouet les errements.